# Larinomesius
Sous-genre
Larinomesius est un sous-genre d'insectes coléoptères de la famille des Curculionidae classé dans la tribu des Lixini.

## Quelques espèces
- Larinus (Larinomesius) adjectus
- L. (L.) canescens
- L. (L.) curtus
- L. (L.) flavescens
- L. (L.) fleischeri
- L. (L.) lederi
- L. (L.) meridionalis
- L. (L.) minutus
- L. (L.) nubeculosus
- L. (L.) obtusus Gyllenhal, 1836
- L. (L.) ruber
- L. (L.) scolymi
- L. (L.) serratulae
- L. (L.) syriacus
- L. (L.) tauricus